# Driftwood (2006)
Driftwood ist ein US-amerikanischer Mystery-Thriller von Tim Sullivan aus dem Jahr 2006. Das Drehbuch schrieb der Regisseur zusammen mit dem Produzenten Chris Kobin.

## Handlung
David macht seinen Eltern Sorgen. Seit dem Drogentod seines Bruders zieht sich der Junge immer mehr zurück. Aus Sorge, David könne Selbstmord begehen, stecken sie ihn in ein Erziehungscamp. Dort führt Captain Kennedy ein brutales Regiment. Bald erscheint David der Geist eines toten Jungen, der im Camp auf mysteriöse Weise starb. In seinen Visionen erzählt ihm Jonathan wie er ums Leben kam. 
Jonathan wurde nach einem Fluchtversuch auf Kennedys Geheiß misshandelt, von Kennedy persönlich erschossen und im Keller eingemauert. Kurz vor seinem Tod schwor Jonathan Rache. Obwohl David unter den Repressalien des Anstaltsleiters leidet, begehrt er immer wieder auf. Es gelingt ihm sogar Kennedys Waffe an sich zu reißen und demütigt ihn mit der Pistole im Anschlag, wie er es für gewöhnlich mit seinen Schützlingen tat. Ob er ihn schlussendlich tötet, bleibt offen.

## Hintergrundinformationen
Der Regisseur wählte ein Jugendgefängnis als Drehort, das schon zuvor im Film Mateo genutzt wurde.
Das Budget von Driftwood sei wohl recht niedrig gewesen, erklärt Tim Sullivan im Audiokommentar der DVD, die seit 24. Oktober 2008 im Handel erhältlich ist.
Seine Premiere feierte der Film am 20. Oktober 2006 auf dem Internationalen Horror Film Festival in Los Angeles.

## Filmmusik
- Perfect World – James Intveld
- Somewhere down the Road – James Intveld
- Cryin’ over you – James Intveld
- What About You – James Intveld
- Wild Places – James Intveld
- 2 Way Radio – The Devil Roosevelt
- River Run Dry – Brian Houser
- Set Me Free – Split Window
- Fallen – Immaculate Mess

Quelle: IMDb

## Kritik
Das Lexikon des Internationalen Films lobt den Thriller als „exzellent inszeniert“ und „brillant gespielt“. Dem Autor fällt das Fehlen der in Horrorfilmen sonst üblichen Blutbäder auf.